# 酔古堂剣掃
『酔古堂剣掃』（すいこどうけんそう）は、中国・明朝末の陸紹珩（字は湘客）が古今の名言嘉句を抜粋し、収録編纂した編著である。書名は本来の書名「剣掃」に、陸家の堂名「推古堂」を合わせたものである。

## 概要
1624年（天明4年）陸紹珩は同郷の友人汝調鼎と南京に出て科挙を受けるも失敗、二人して旅に出て、名所旧跡を放浪した。この旅の中で、かつて収集していた清言嘉句を整理してできたのが『剣掃』である。収録された言葉には、原文が改変されたものも多い。
陸紹珩は山人派であり、本書には自然や人生を幅広く観察して把握しようとする姿勢が見られる。『菜根譚』と同様に、自然の描写と観察が豊富で優れている。
中国においてはほとんど流布しなかったが、日本では江戸時代後期には教養人の間に広く流布し、1853年（嘉永6年）に出版されて以降、幕末から明治期にかけていくつかの版が出版された。明治時代・大正時代にも何度か出版・訳注が行われたが、1921年（大正10年）を最後に刊行されなくなった。